# Zebrasoma żółta
Zebrasoma żółta (Zebrasoma flavescens) – gatunek morskiej ryby z rodziny pokolcowatych. Bywa hodowana w akwariach morskich.

## Występowanie
Rafy koralowe Oceanu Spokojnego